# Bathyraja smirnovi
Bathyraja smirnovi är en rockeart som först beskrevs av Soldatov och V.F. Pavlenko 1915.  Bathyraja smirnovi ingår i släktet Bathyraja och familjen egentliga rockor. IUCN kategoriserar arten globalt som livskraftig. Inga underarter finns listade.